# Raouf Salama Moussa
Raouf Salama Moussa (arabisch رؤوف سلامة موسى, DMG Raʾūf Salāma Mūsā), (* 19. August 1929 in Kairo; † 20. August 2006 ebenda) war ein ägyptischer Bakteriologe und Verleger.

## Leben
Moussa war erster Sohn des bedeutenden koptischen Denkers und Schriftstellers Salama Moussa und dessen Ehefrau Emilie.
Nach seiner Schulzeit studierte er Tiermedizin in Kairo sowie Bakteriologie an der Universität Leeds in Großbritannien. Bis 1978 lehrte er zunächst an der Universität von Alexandria in Ägypten Bakteriologie, um danach in Vevey/Schweiz wertvolle Beiträge für einen internationalen Nahrungsmittelkonzern in seinem Spezialgebiet, den Salmonellen, zu leisten.
Ab 1978 kehrte Raouf Salama Moussa zurück in seine Heimat und begann mit dem konsequenten Aufbau eines Buchhandel- sowie Druckverlages, genannt al-Mustaqbal (Die Zukunft), der zwischenzeitlich zu einem der bekanntesten Printmedien im panarabischen Raum zählt.
Neben den zahlreichen von ihm veröffentlichten Artikeln in diversen arabischen Zeitungen sowie Zeitschriften umspannt der Schwerpunkt der unter al-Mustaqbal angebotenen Literatur unter anderem das Gesamtwerk seines Vaters Salama Moussa, die Veröffentlichungen des 1992 ermordeten, ägyptischen Journalisten, Schriftstellers und Islam-Kritikers Farag Fouda, der ägyptischen Psychiaterin Nawal El Saadawi, naturwissenschaftliche Bücher, zahlreiche Wörterbücher sowie vielfältige Publikationen aus der ägyptischen Geografie, Geschichte und Kultur in arabischer, deutscher, englischer sowie französischer Sprache.